# Köysivaara
Köysivaara är en kulle i Finland.   Den ligger i den ekonomiska regionen Norra Lappland och landskapet Lappland, i den norra delen av landet, 900 km norr om huvudstaden Helsingfors. Toppen på Köysivaara är 372 meter över havet.
Terrängen runt Köysivaara är huvudsakligen platt.  Trakten runt Köysivaara är nära nog obefolkad, med mindre än två invånare per kvadratkilometer. Det finns inga samhällen i närheten. 